# Design visual
Design visual é o design atuando em qualquer mídia ou suporte da comunicação visual. Trata-se de uma terminologia que abrange todas as extensas especializações existentes no design aplicado na comunicação que se utiliza de canal visual para transmissão de mensagens, justamente por este termo relacionar-se ao conceito de linguagem visual de alguns meios de comunicação e não limitar-se ao suporte de determinada mídia envolvida, assim como fazem os termos design gráfico (mídia gráfica - impressos) ou design digital (mídia eletrônica - interface). Um profissional da área possui formação em programação visual pode ser chamado de designer visual, além de designer gráfico ou programador visual.
Dentre as especializações do design visual mais comuns na atualidade se encontram:
- Design visual independente do suporte aplicado
  - Identidade Visual
- Design visual na mídia gráfica (impressão) - Design Gráfico
  - Design tipográfico
  - Design editorial
  - Design de embalagem
  - Design de cartaz
- Design visual na mídia eletrônica (interface) - Design Digital
  - Design de hipermídia
  - Webdesign
  - Design de jogos